# Michał Boruciński

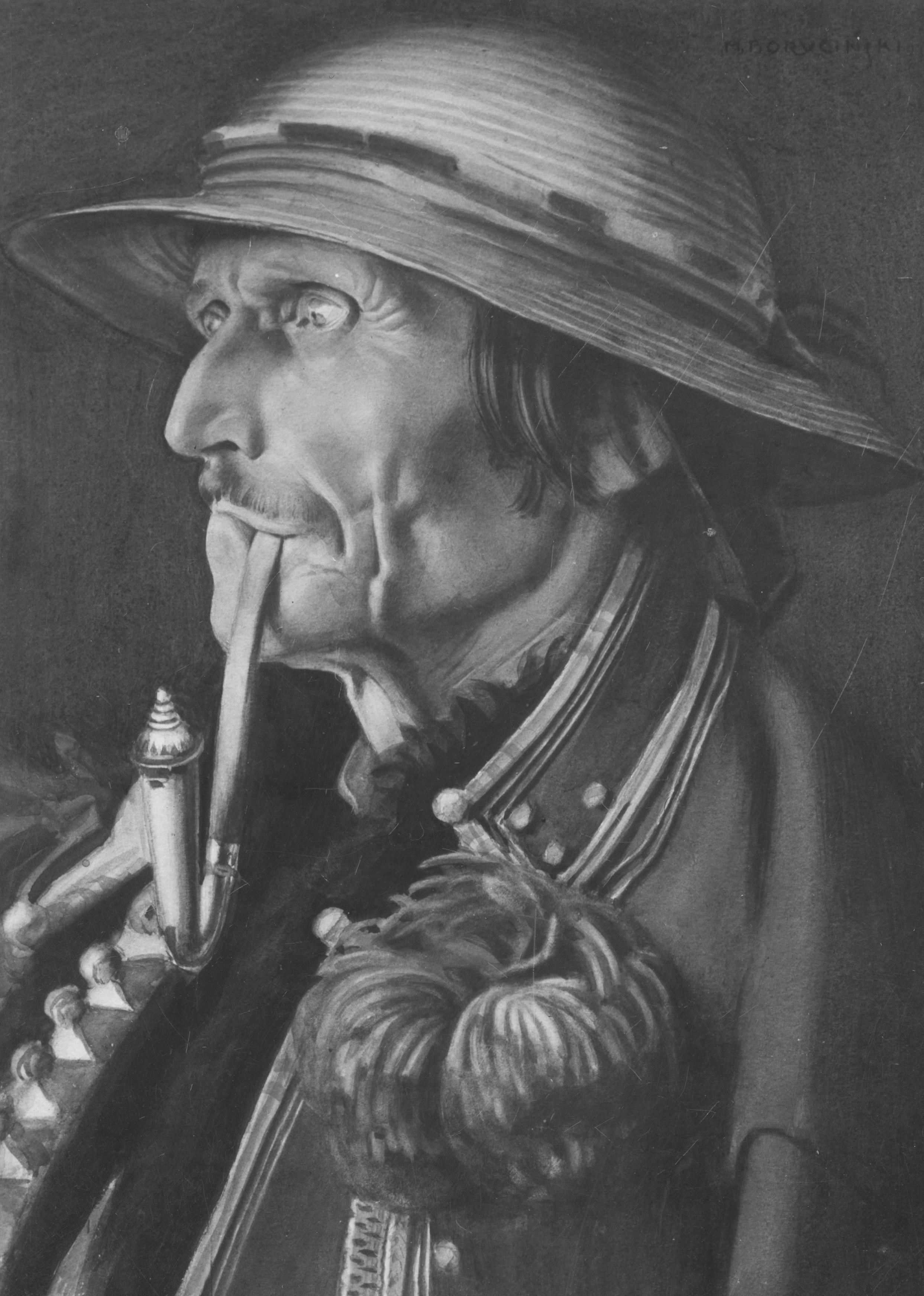
Obraz Michała Borucińskiego Hucuł z lulką, 1939

Michał Boruciński (ur. 29 września 1885 w Siedlcach, zm. 21 kwietnia 1976 w Warszawie) – polski malarz, grafik.

## Życiorys
Urodził się 29 września 1885 w Siedlcach, w rodzinie Stanisława i Kazimiery z Miszczaków. W 1909 ukończył Szkołę Sztuk Pięknych w Warszawie u K. Stabrowskiego i K. Krzyżanowskiego. Następnie jako stypendysta z konkursu Towarzystwa Artystycznego studiował w Paryżu, Londynie, Monachium, Rzymie i Florencji (do 1914). Był wielokrotnie nagradzany w szkolnych konkursach za prace malarskie i dekoracyjne, m.in. w 1905 za projekt pocztówki. W 1909 otrzymał wyróżnienie Salonu Sztuki Kulikowskiego za portret fantazyjny. W tymże roku podczas Jesiennego Salonu Paryskiego zaprezentował kompozycję zatytułowaną „Pod Wiatr”. Malarstwo Borucińskiego cieszyło się dużym uznaniem współczesnych: w 1912 druga nagroda za „Warneńczyka”, w tymże roku pierwsza nagroda w Konkursie „Zachęty” za „Bitwę pod Warną”, w 1913 pierwsza nagroda za obraz głowy męskiej na konkursie im. M. Kloss-Korzanowskiej, w 1916 pierwsza nagroda za kompozycję „Alegoria Polski”. W 1920 ochotniczo wstąpił do Wojska Polskiego.
W okresie międzywojennym interesował się Huculszczyzną, powstał wówczas cykl głów Hucułów. Malował portrety oraz ilustracje książkowe i pejzaże, wiele z tych prac zostało nagrodzonych. W okresie dwudziestolecia międzywojennego uczestniczył w licznych wystawach krajowych i zagranicznych w Paryżu, Brukseli, Hadze, Wenecji, Chicago i Berlinie. Był członkiem zarządu Towarzystwa Opieki nad Zabytkami Przeszłości.
Za obraz „Letni wieczór” otrzymał nagrodę państwową.
Po II wojnie światowej mieszkał w Warszawie. Namalował cykl rysunków przedstawiających zniszczenia Warszawy (obecnie w zbiorach Muzeum Narodowego w Warszawie, Muzeum Narodowego w Krakowie i Muzeum Okręgowego w Siedlcach). W latach 1950–1961 pracował jako wykładowca (od 1956 profesor) w Akademii Sztuk Pięknych w Warszawie. Namalował wiele portretów o charakterze sakralnym.
Od 17 stycznia 1910 był mężem Zofii z Jakimowiczów (1883–1969), z którą miał córkę Hannę (1911–1987).
Zmarł w Warszawie, pochowany na cmentarzu Powązkowskim (kwatera 174-2-18,19,20).

## Ordery i odznaczenia
- Złoty Krzyż Zasługi (10 listopada 1933)[6]
- Medal 10-lecia Polski Ludowej (19 stycznia 1955)[7]